# Skautská chata Mercedes
Skautská chata Mercedes je sgrafity vyzdobená stavba na kraji lesa Ochoza nedaleko Nového Města na Moravě.

## Výstavba

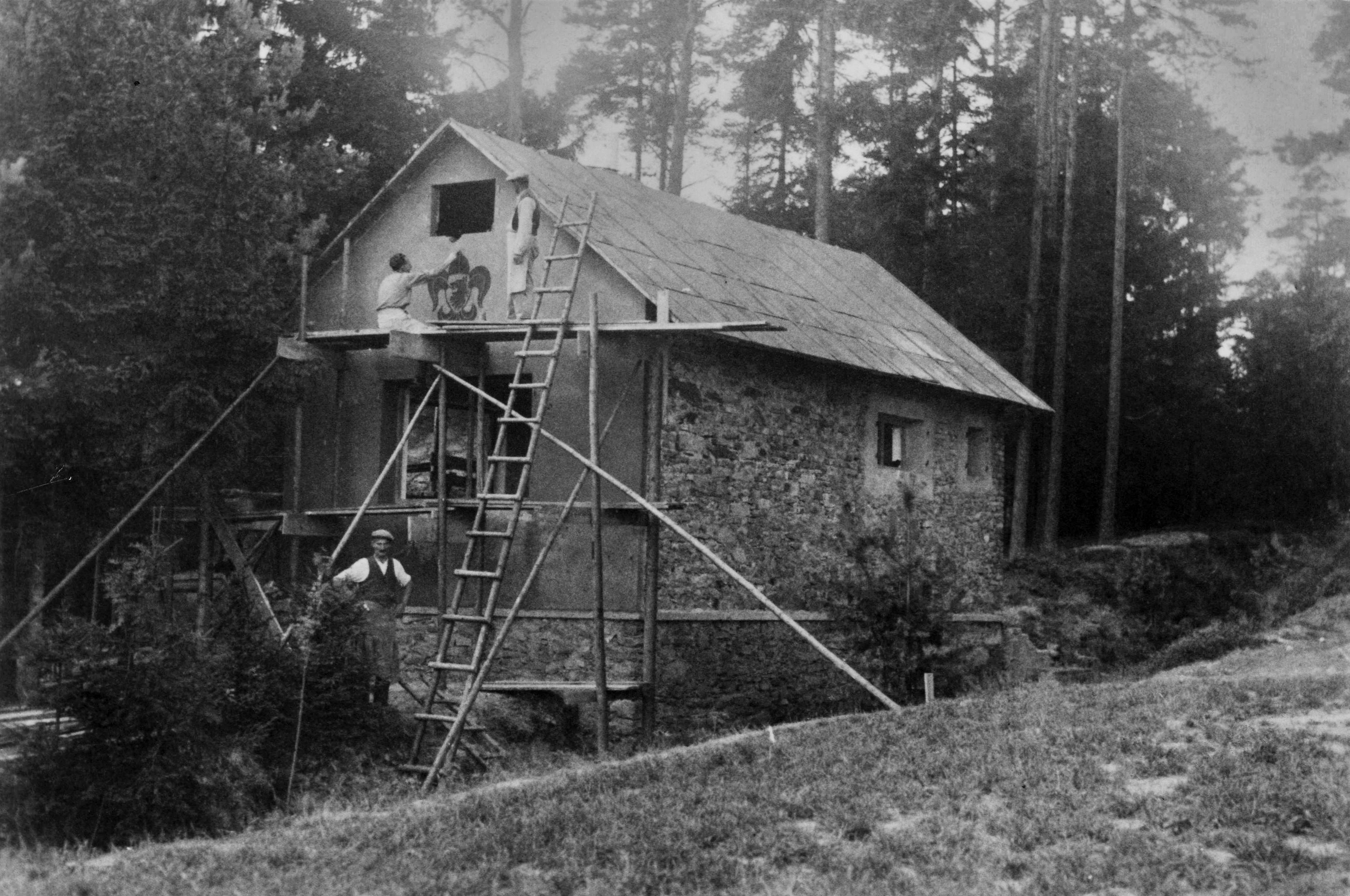

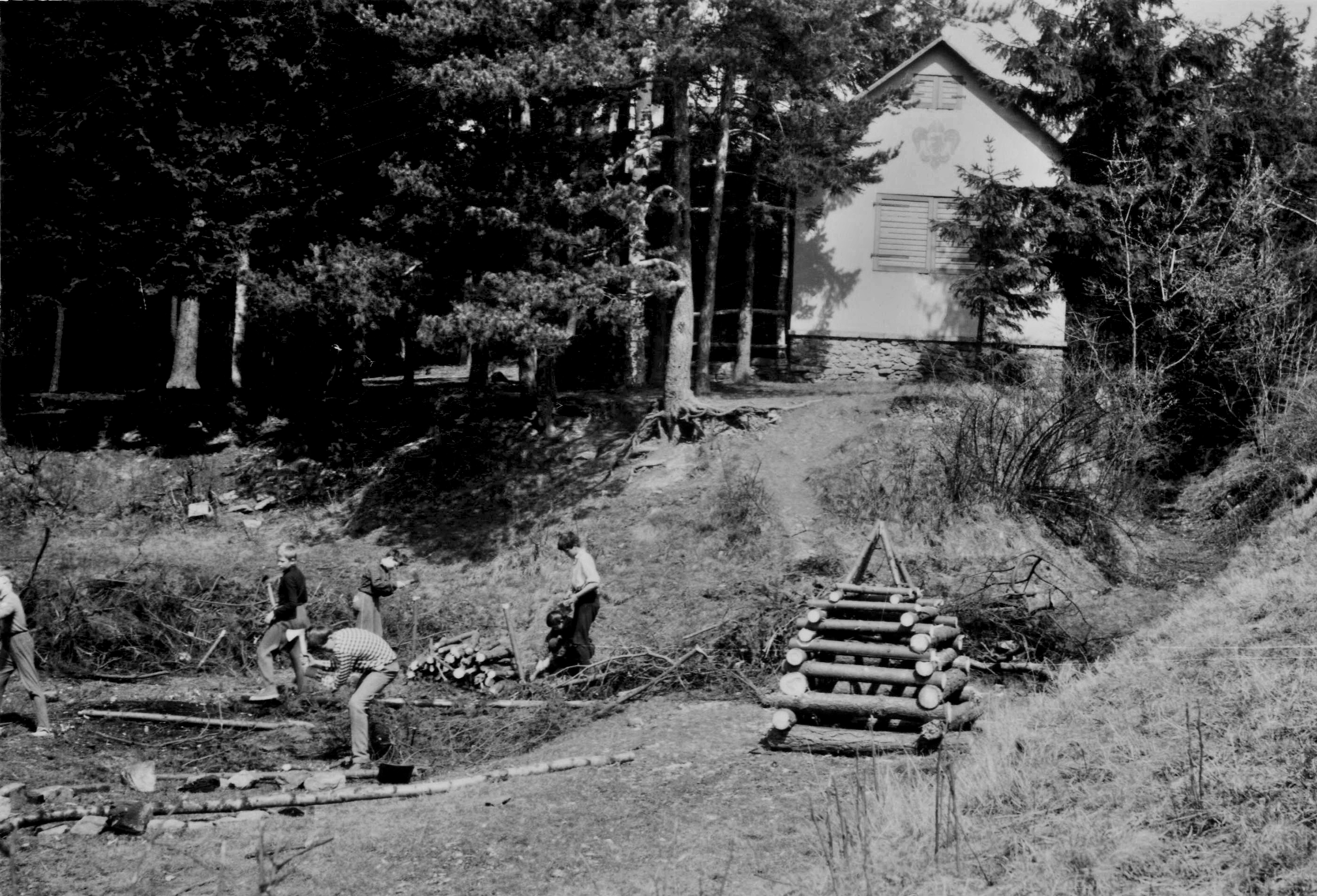

Původní dřevěná chata byla vystavěna ze dřeva, které skauti dostali jako odměnu za významnou pomoc při likvidaci lesní kalamity v roce 1930.
Stava byla realizována svépomocí v roce 1931. Chatu pojmenovali, podle tehdy populární písně Jaroslava Ježka „Mercedes“. Pozemek na stavbu chaty jim věnoval novoměstský stavitel Josef Sadílek. Následujících několik let chatu využívali místní i přespolní skauti, jako základnu pro své výpravy.

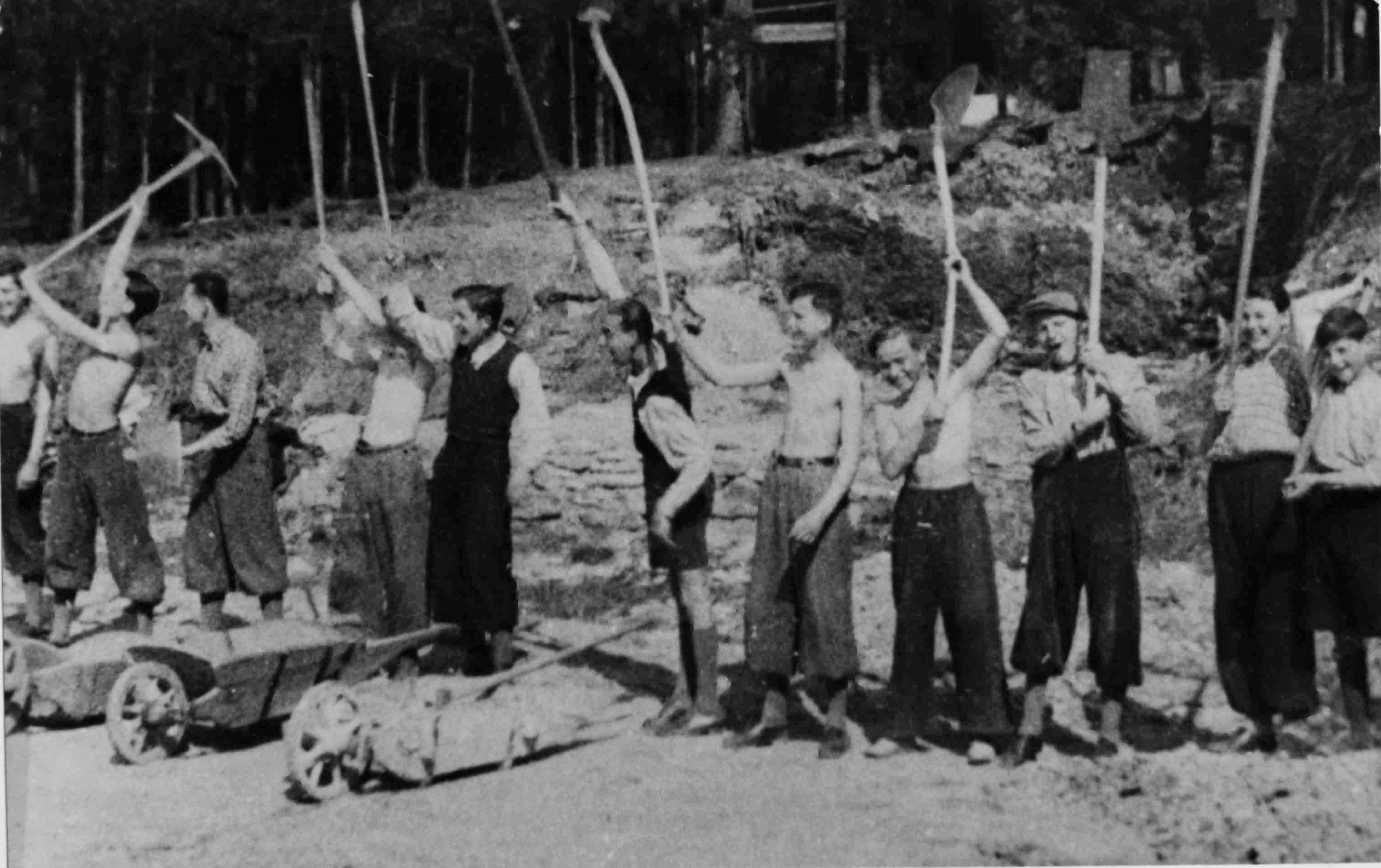

V roce 1937 byla zahájena stavba chaty zděné, pod vedením tehdejšího skautského vůdce prof. Jaroslava Puchýře. Stavební materiál skauti získávali ze zbořených domů ve městě či malého kamenolomu u Černé skály. Jeden z bouraných domů byl přímo u školy, tak toho skauti využili a ještě před vyučováním si nachystali a očistili zásobu cihel, které po vyučování převezli na vozících k rozestavěné chatě. Do války tak stihli postavit celou chatu včetně střechy, podlah a vnitřních omítek. Po zrušení skautingu v roce 1940 byla chata zabavena a až do konce války využívána Hitlerjugend.
Mezi tehdejšími staviteli byl i Jiří Brady, který byl za 2. světové války s celou rodinou odvlečen nacisty do koncentračního tábora. Jako jediný z rodiny přežil.

## Období po válce
Po skončení II. světové války chata opět sloužila skautům. S brigádami na úklid chaty a okolí jim pomáhal i čerstvě založený dívčí oddíl, vedený MUDr. Jarmilou Havlíkovou. Potřebné stavební práce si ale vyžádaly finance, kterých po válce moc nebylo. Proto v červnu 1946 skauti uspořádali u chaty skautské taneční odpoledne, jehož výtěžek byl následně použit na opravy chaty. V létě si skauti postavili tábor přímo u chaty, aby ji mohli co nejrychleji dobudovat.
To se podařilo až na sklonku léta 1947, kdy byly dokončeny i venkovní omítky, které vyzdobil originálními sgrafity novoměstský skaut prof. Jiří Šebek. Na straně k městu skautskou lilií a na čelní straně sgrafitem s názvem „Indiánské strážní ohně“.
Chata sloužila jako klubovna novoměstských skautů, ale na víkendy ji často obývali i skauti z dalekého okolí, zejména od Brna, kteří přijeli na Vysočinu buď za turistikou, či na lyže.

## Období totality
Po roce 1948 byla Skautská organizace společně se Sokolem a dalšími začleněna do Československého svazu mládeže a roku 1950 jako organizace definitivně rozpuštěna.

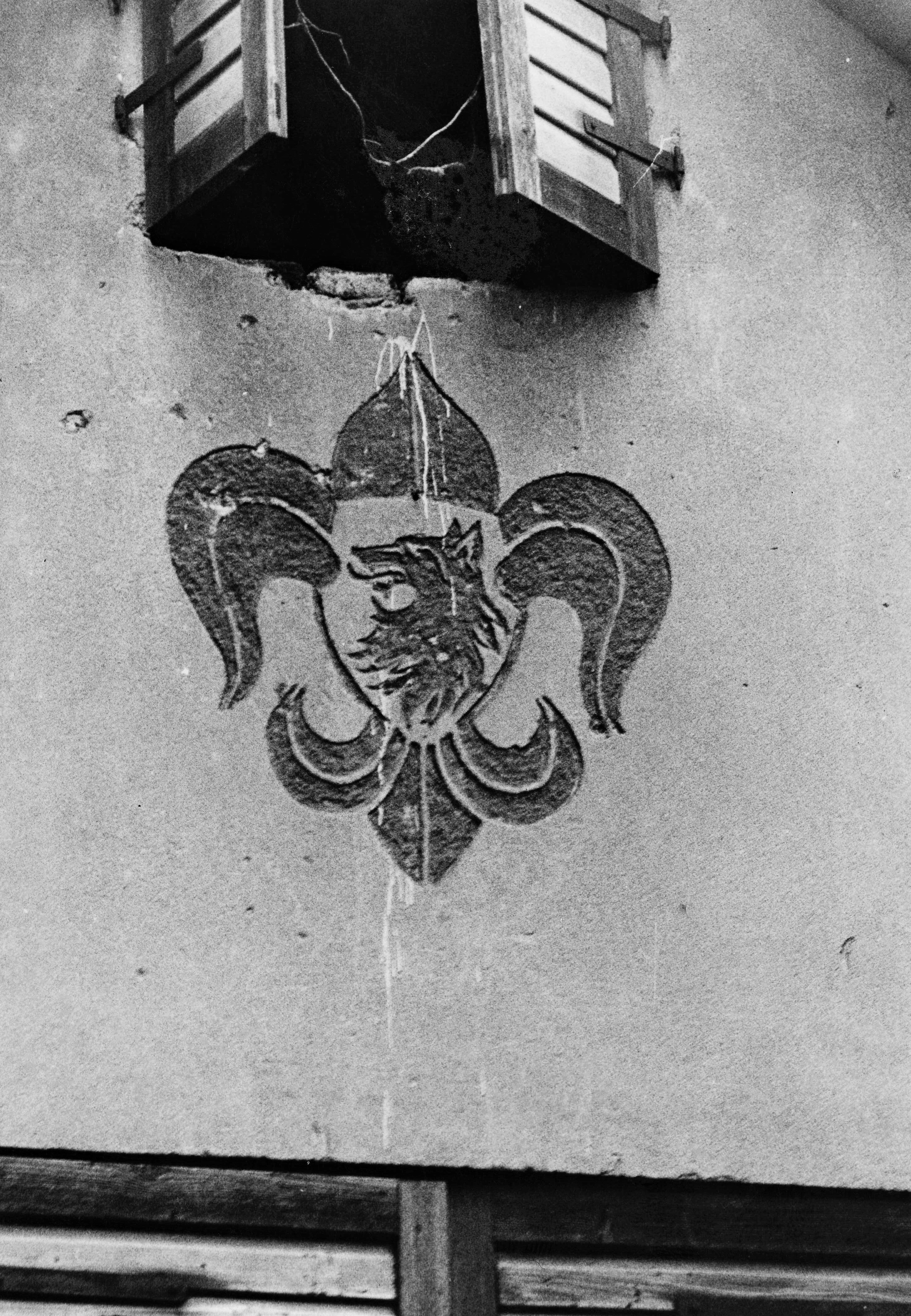

Chata zůstala v majetku ČSM, konkrétně v Tělovýchovné jednotě Sokol. Po obnovení skautingu během tzv. Pražského jara po roce 1968 chatu opět obývali skauti, ale než se podařilo vyřešit majetkoprávní vztahy, byla organizace opět rozpuštěna. Chata chátrala až do roku 1987, kdy byla převedena na Pionýrskou skupinu arm. gen. Ludvíka Svobody. Prošla částečnou rekonstrukcí, při které zmizela lilie ze štítu chaty a sgrafito na čelní straně zůstalo bez obnovy.

## 1989–2009
Po sametové revoluci proběhla jednání o vrácení chaty skautům. Situaci komplikovaly nedořešené majetkoprávní nesrovnalosti minulých let, chata tak přešla do majetku novodobého Pionýra. Začal o ni dlouholetý soudní spor. Nepomohla ani petice novoměstských občanů v roce 1994, navíc spor musela vést třetí strana, místní TJ, která byla posledním majitelem chaty. Konečný verdikt zazněl až v roce 2009 rozsudkem nejvyššího soudu České republiky v Brně, kterým bylo rozhodnuto o vrácení chaty skautům.

## Aktuálně
Po kompletní rekonstrukci, při které chata dostala novou střechu a do nových omítek byla podle původních nákresů a fotografií vyryta sgrafita, která ji kdysi zdobila, opět slouží dětem. Při celoročním provozu se v ní vystřídají stovky dětí z dětských či mládežnických organizací.

## Fotogalerie
Sgrafita obnovovala akad. mal. Milada Stroblová a Vladimír Kotrba.

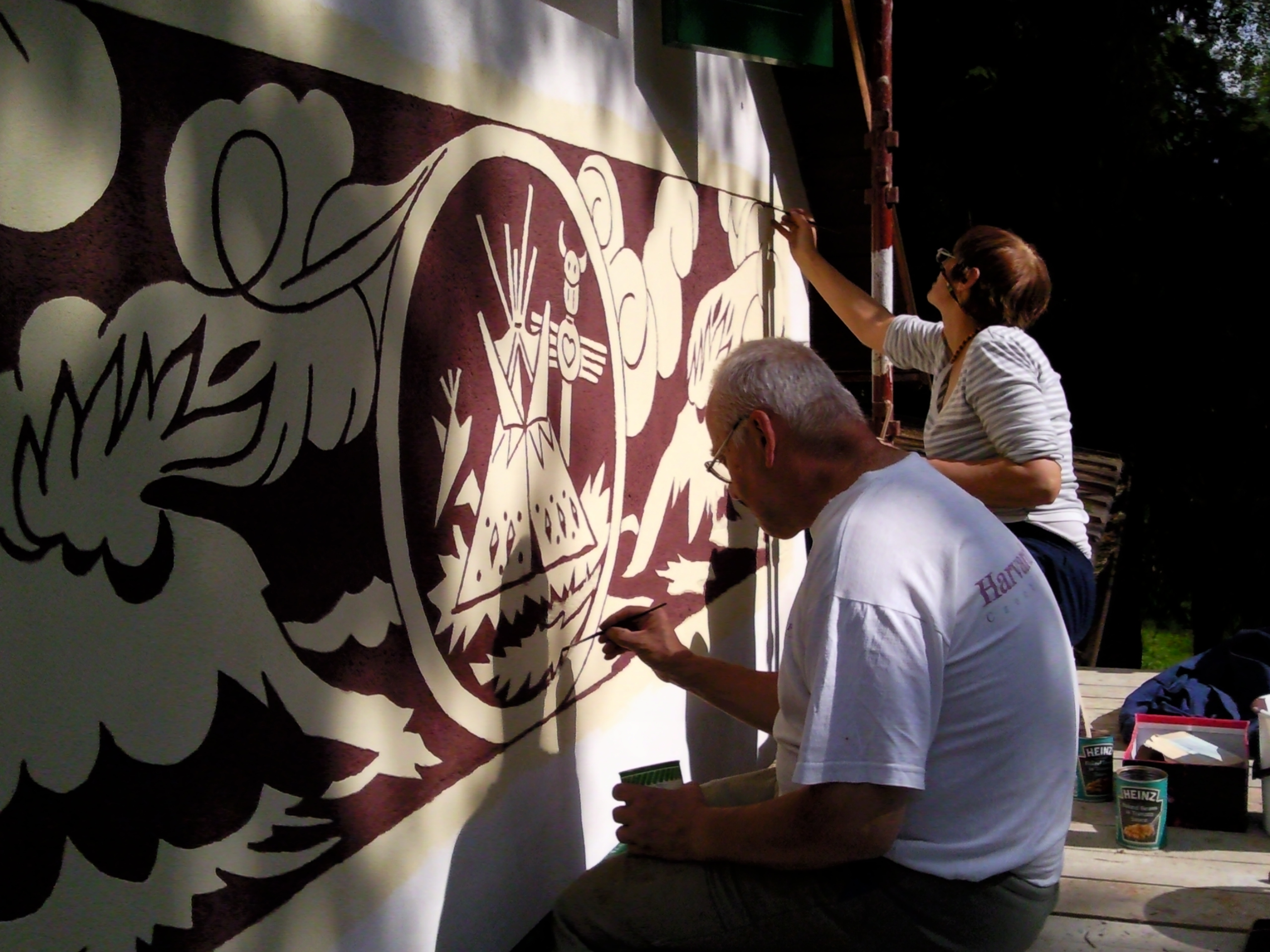
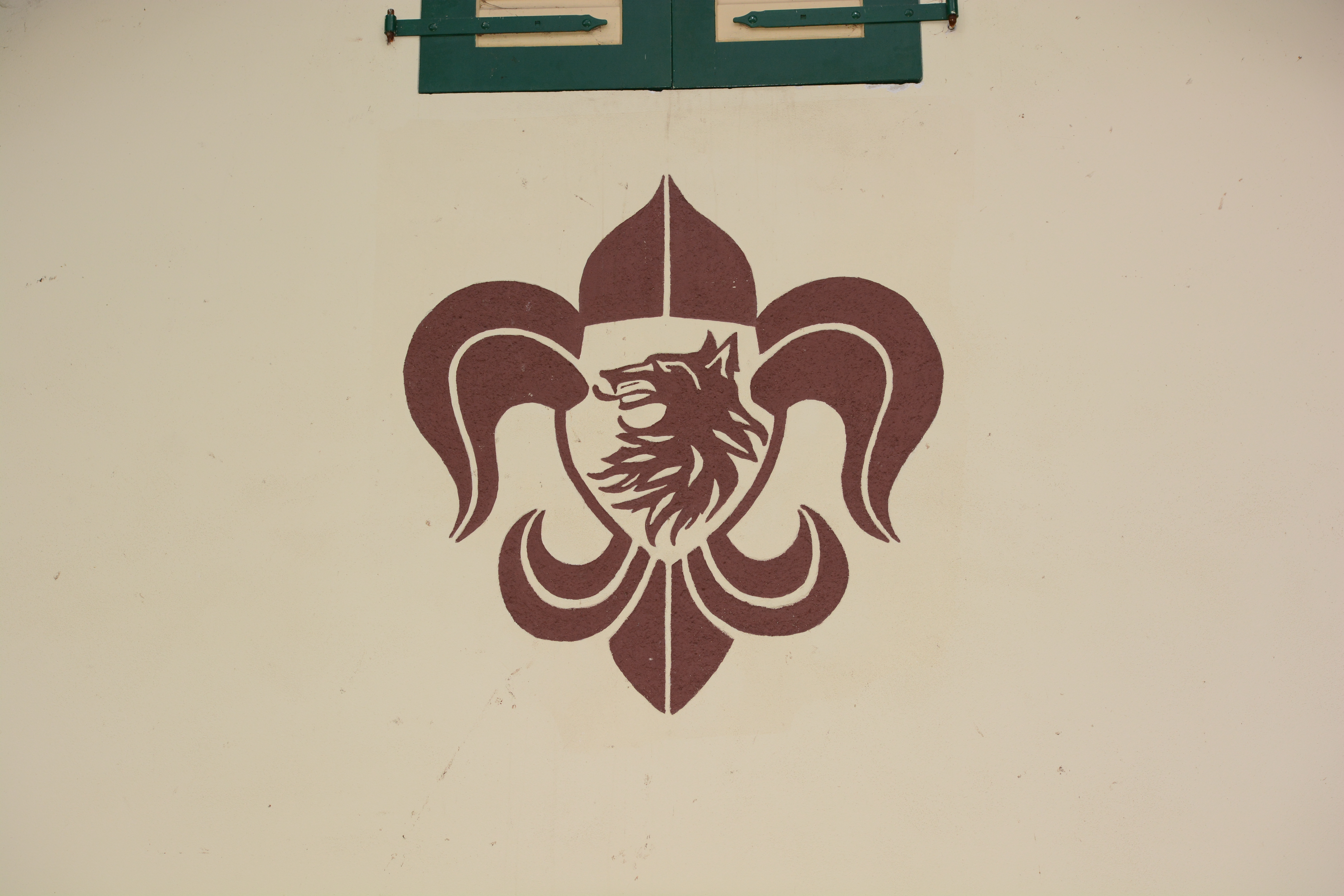
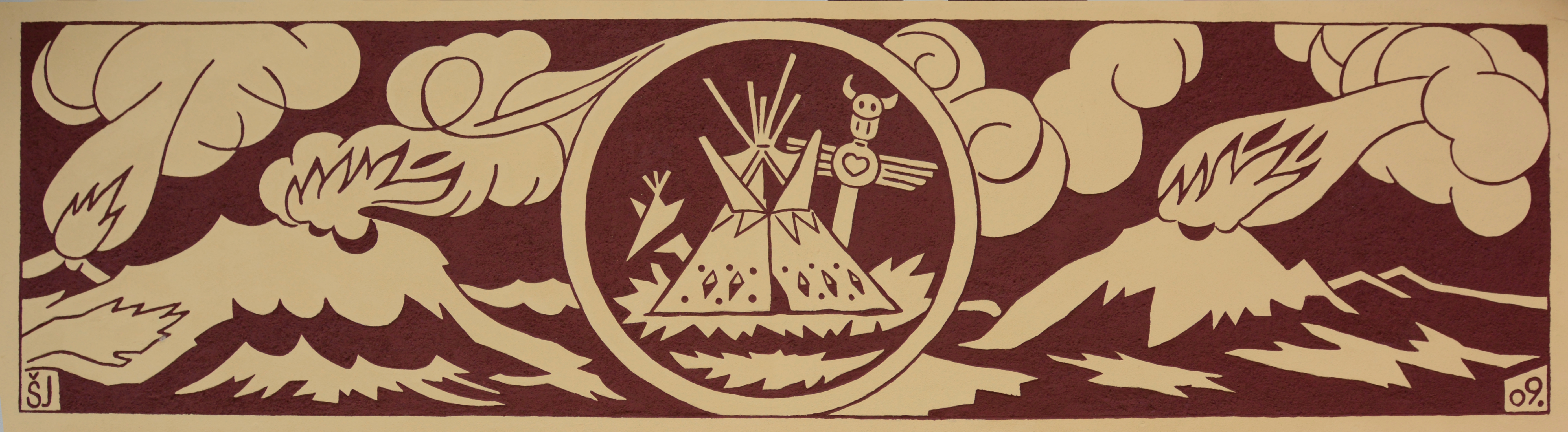
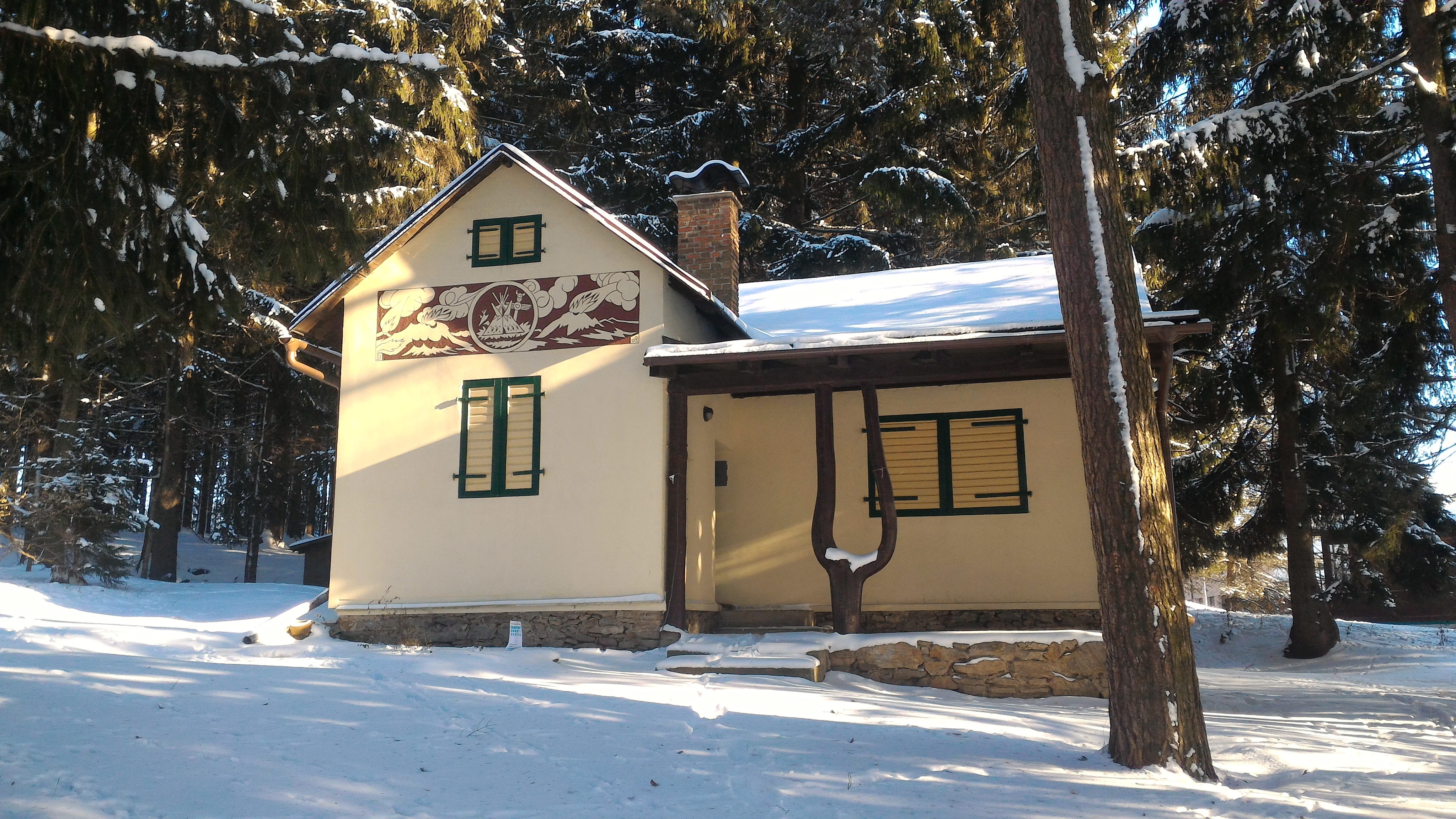